# Darry Cowl
Darry Cowl, geboren als André Darricau, (Vittel, 27 augustus 1925 — Neuilly-sur-Seine, 14 februari 2006) was een Frans musicus en acteur.
Na zijn muziekstudie verliet Cowl het Parijse conservatorium met de eerste prijs voor fuga- en harmonieleer. Hij probeerde niet een plaats te veroveren bij het serieuze Orchestre National, maar stortte zich als muzikale clown in het Parijse nachtleven, waar hij zich als komiek ten volle kon uitleven.
De eerste keer dat hij in het openbaar optrad was in een televisieprogramma. Met zijn talent naïeve verbazing te verbergen achter een meer dan verwarrende woordenvloed trok hij al snel de aandacht van de filmregisseurs, die altijd op zoek waren naar nieuwe komische sterren. Een van die regisseurs was Sacha Guitry die de aankomende komiek meteen twee filmrollen liet spelen.
Cowl kon weliswaar terugblikken op een omvangrijke filmografie, maar de kwaliteit van zijn films was niet altijd optimaal. De acteur sprak met een zekere bitterheid over zijn carrière. Vele regisseurs hadden hem in hun films laten spelen, maar geen van hen is ooit op het idee gekomen hem een andere rol te geven dan die van de dwaze clown, die hij in zijn eerste cabaretoptredens vertolkte. Hij mocht stamelen en stotteren en afhankelijk van wat de regisseur wilde een meer of minder onnozele dwaas spelen, maar kreeg nooit een complexere rol.

## Filmografie (selectie)
- 1956: Bonjour sourire (Claude Sautet)
- 1956: En effeuillant la marguerite (Marc Allégret)
- 1956: Cette sacrée gamine (Michel Boisrond)
- 1957: Assassins et voleurs (Sacha Guitry)
- 1958: Sois belle et tais-toi (Marc Allégret)
- 1959: Archimède le clochard (Gilles Grangier)
- 1961: Les lions sont lâchés (Henri Verneuil)
- 1963: Le Bon Roi Dagobert (Pierre Chevalier)
- 1965: Les Tribulations d'un Chinois en Chine (Philippe de Broca)
- 1966: La Bourse et la Vie (Jean-Pierre Mocky)
- 1972: Elle cause plus... elle flingue (Michel Audiard)
- 1974: Touche pas à la femme blanche! (Marco Ferreri)
- 1980: Les Borsalini (Michel Nerval)
- 1982: Pour 100 briques t'as plus rien... (Edouard Molinaro)
- 1982: Deux heures moins le quart avant Jésus-Christ (Jean Yanne)
- 1985: Liberté, égalité, choucroute (Jean Yanne)
- 1987: Les Saisons du plaisir (Jean-Pierre Mocky)
- 1988: Une nuit à l'Assemblée nationale (Jean-Pierre Mocky)
- 1992: Ville à vendre (Jean-Pierre Mocky)
- 1995: Les Misérables (Claude Lelouch)
- 1997: Droit dans le mur (Pierre Richard)
- 1999: Augustin, roi du kung-fu (Anne Fontaine)
- 2003: Pas sur la bouche (Alain Resnais)

- Biblioteca Nacional de España: XX4988759
- Bibliothèque nationale de France: cb120512697 (data)
- Gemeinsame Normdatei: 1062161580
- International Standard Name Identifier: 0000 0000 8398 0083
- Library of Congress Control Number: n87821182
- MusicBrainz: 19f954cd-b6a1-4052-a901-1db3af6208d9
- Nationale Bibliotheek van Tsjechië: js20060310005
- Nationale Bibliotheek van Israël: 987007422630205171
- SNAC: w65x66z0
- Système universitaire de documentation: 028738330
- Virtual International Authority File: 84246907
- WorldCat: E39PBJj4qjQDx7cGTDfM7dbTpP